# Davor Radolfi
Davor Radolfi (Zagreb, 1. svibnja 1956.) je hrvatski glazbenik, pjevač, skladatelj.
Nastupa zajedno s glazbenim sastavom Ritmo loco, koji je ujedno i osnovao, od 1988. godine. Najpoznatije pjesme su: "Bomba", "S ribama je najbolje", "Kad uistinu voliš ženu", "Na bačvama vina", "Jedna romantična", "Vino me opilo", "Ja više neznam što mi je", "Noćas oko tri", "Palim se na tebe", "Neka živim kako živim", "Da života imam dva", "Vruća čokolada", "Sara, Sara" i "Je'n, dva, tri, Maria".

## Diskografija

### Studijski albumi
- Canto Latino (1992.)
- Baila como...Yo (1992.)
- Za ljubav jedne žene (1994.)
- Ljubav svih mojih ljubavi (1996.)
- Kruh i vino (1997.)
- Neka živim kako živim (1999.)

### Albumi uživo
- Best of live u Lisinskom (1995.)
- Live collection (2007.)

### Kompilacije
- Pjesme Latinske amerike (1990.)
- Vino me je opilo (2000.)
- Najveći hitovi (2002.)

## Ostalo
- "Tri muškarca Melite Žganjer" kao pjevač (1998.)
- "Imam 2 mame i 2 tate (1968.)"